# Rankshaus
Rankshaus ist ein Gemeindeteil der Gemeinde Feilitzsch im Landkreis Hof (Oberfranken, Bayern).

## Geographie

### Geographische Lage und Verkehr
Die Einöde Rankshaus befindet sich nordwestlich des Hauptorts Feilitzsch und nördlich der Bundesautobahn 72 neben der Kreisstraße HO 2 in einer kupierten Mittelgebirgslandschaft zwischen dem auslaufenden Thüringer Schiefergebirge, dem Mittelvogtländischen Kuppenland, dem Frankenwald und dem Fichtelgebirge. An dieser Nahtstelle ist auch die Sprachgrenze zwischen dem thüringischen und sächsischen Vogtland zum Bayerischen Vogtland.

### Nachbarorte
| Schollenreuth | Unterhartmannsreuth                         |  |
|               | Kompassrose, die auf Nachbargemeinden zeigt |  |
|               | Feilitzsch                                  |  |

## Geschichte
Die Entstehung der Gemeindeteile, Weiler und Einödhöfe von Feilitzsch ist mit dem Uradel des fränkischen Vogtlandes verbunden. Sie siedelten im 12. Jahrhundert dort und machten mit den Siedlern das Land urbar.